# Autostrada A14 (Svizzera)
L'autostrada A14 è un'autostrada svizzera che collega Lucerna e Zugo, ovvero A2 ed A4. Nel 2021 l'autostrada A4a, che va dallo svincolo di Blegi a Sihlbrugg, è stata rinominata A14.

## Tabella percorso
| Autostrada A14 |                                                                       |      |      |         |                |
| Tipo           | Indicazione                                                           | ↓km↓ | ↑km↑ | Cantone | Europea        |
| 1              | Svincolo Rotsee A2 Basilea-Chiasso                                    | 0,0  | 29,8 | Lucerna | E35            |
| 2              | Emmen Sud                                                             | 0,4  | ..   | Lucerna | ..             |
|                | Rathausen (705 m)                                                     | ..   | ..   | Lucerna | ..             |
| 3              | Buchrain                                                              | 5,4  | ..   | Lucerna | ..             |
|                | Area di servizio St. Katharinen                                       | ..   | ..   | Lucerna | ..             |
| 4              | Gisikon-Root                                                          | 10,1 | ..   | Lucerna | ..             |
| 5              | Svincolo Rütihof/Rotkreuz A4 direzione Flüelen                        | 15,1 | ..   | Zugo    | Corso comune / |
|                | Cham                                                                  | 19,5 | ..   | Zugo    | Corso comune / |
|                | Svincolo Blegi A4 direzione Sciaffusa                                 | 21,1 | ..   | Zugo    | Corso comune / |
|                | Zugo                                                                  | 22,3 | ..   | Zugo    |                |
|                | Baar                                                                  | 25,6 | ..   | Zugo    |                |
|                | fine autostrada in esercizio Strada principale 4 Walterswil-Sihlbrugg | 29,8 | 0,0  | Zugo    |                |